# Otto I. (Waldeck)

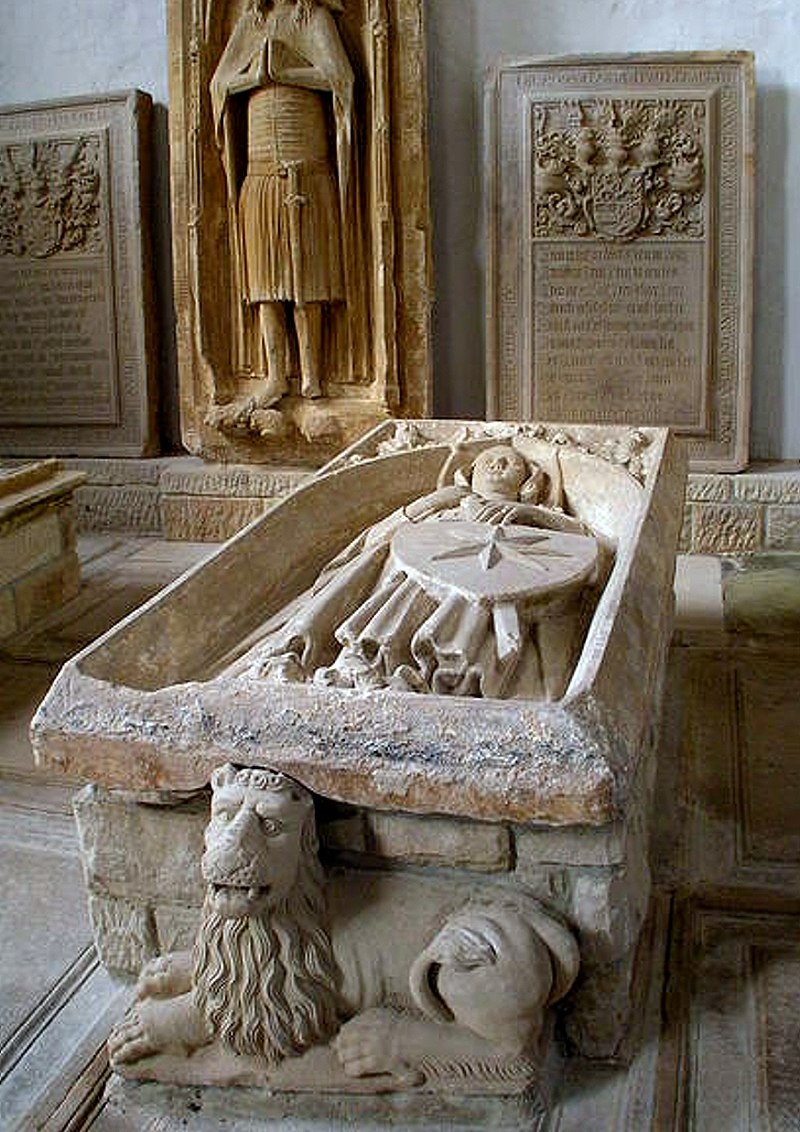
Grabmal Ottos I.

Otto I. († November 1305) war etwa von 1275/1276 bis 1305 Graf von Waldeck.

## Leben
Otto war der jüngste Sohn des Grafen Heinrich III. von Waldeck und dessen Frau Mechthild von Cuyk-Arnsberg, einer Tochter des Grafen Gottfried III. von Arnsberg. Damit entstammte er dem Haus Waldeck.
Ottos ältester Bruder war Adolf II. von Waldeck, der zunächst die Nachfolge des Großvaters Adolf I. als Regent der Grafschaft Waldeck antrat, dann aber abdankte, in den geistlichen Stand eintrat, und 1301 zum Bischof von Lüttich ernannt wurde. Der zweite Bruder war Gottfried, der spätere Bischof von Minden. Die Brüder hatten bezüglich der Nachfolge des Großvaters eine Abmachung getroffen, die besagte, dass derjenige Graf von Waldeck werden solle, der Sophie von Hessen, Tochter des Landgrafen Heinrich I. von Hessen heiraten würde. Diese Bedingung wurde schließlich vom jüngsten Bruder erfüllt; die Heirat fand wohl 1275 statt. Otto folgte seinem Kleriker gewordenen Bruder Adolf als regierender Graf von Waldeck.
Otto schloss sich 1276 einem westfälischen Landfriedensbündnis an, setzte aber auch die Expansionspolitik seines Großvaters in Richtung Westen fort. Dies richtete sich vor allem gegen das Herzogtum Westfalen, das im Besitz der Kölner Erzbischöfe war. Im Jahr 1288, während des Limburger Erbfolgestreits, nahm er mit seinen Rittern auf Seiten der Feinde von Erzbischof Siegfried von Westerburg und damit auf der Seite des Herzogs Johann I. von Brabant an der Schlacht bei Worringen teil, die mit dem entscheidenden Sieg Herzog Johanns das Ende des Expansionsstrebens der Kölner Erzbischöfe bedeutete. Im Zuge dieses Kriegs ließ Otto die Kurkölnische Stadt Hallenberg zerstören. Nach der gewonnenen Schlacht bei Worringen erhielt er die Stadt Volkmarsen und die Hälfte der Kugelsburg. 
Auch die Burg Canstein wurde, durch Kauf, zum Teil waldeckisch. Ganz oder teilweise kamen die Gerichte Medebach, Brilon, Flechtdorf, Marsberg und Mederich hinzu. Die Burg Nordenau erwarb Otto am 14. Februar 1298 von den Grafschafter Edelherren Kraft und Widekind von Grafschaft und bedrohte damit die Stadt Winterberg. Um das Gebiet um Korbach abzurunden, erwarb er Lehen an der oberen Ruhr, im Assinghauser Grund und im Nuhnetal. Er gründete 1290 die Stadt Landau. Otto verglich sich 1297 mit dem Abt von Corvey im Streit um die Städte Sachsenberg und Fürstenberg. Ein Jahr später fiel ihm von Corvey das Amt Münden als Pfand zu. Andererseits verzichtete er im selben Jahr gegenüber dem Bischof von Paderborn auf die Rechte an der Stadt Blankenrode und die zugehörige Mark. Er war Förderer der Klöster Berich und Bredelar.
Im November 1305 kam es zu einer Fehde im Eichsfeld, wo die Herren von Strive und Adelebsen  Heiligenstadt bedrängten. Otto, der seit 1303 auch Oberamtmann des Eichsfeldes im Dienste der Erzbischöfe von Mainz war, sollte Heiligenstadt beistehen. Er wurde aber gefangen genommen, eingekerkert und ermordet.
Er wurde in der Grabkapelle St. Nikolaus im Kloster Marienthal in Netze beigesetzt. Die Grabplatte besteht aus Sandstein und zeigt Otto als Ritter mit Schwert und Schild. Dieser trägt den achtstrahligen Waldecker Stern. Die Mörder Ottos wurden mit der Acht belegt und mussten zur Sühne 1312 zu Ottos Grab nach Netze ziehen. Bischof Dietrich von Paderborn gewährte einen Ablass von 40 Tagen für alle, die zum Grab Ottos pilgerten.

## Ehe und Nachkommen
Otto heiratete etwa 1275 Sophia, Tochter des Landgrafen Heinrich I. von Hessen. Gemeinsam hatten sie neun Kinder:
- Heinrich, der älteste Sohn, wurde Nachfolger seines Vaters.
- Adolf (III.) wurde Domherr in Hildesheim.
- Gottfried wurde Domherr in Mainz.
- Eberhard wurde Domherr in Minden.
- Ludwig wurde Domherr in Münster.
- Mechthild heiratete Eberhard III. von Breuberg.
- Elisabeth heiratete Graf Dietrich III. (V.) von Hohnstein zu Klettenberg.
- Adelheid heiratete 1314 Graf Wilhelm I. von Katzenelnbogen.
- Otto, der jüngste Sohn, starb 1310; seine Grabplatte findet sich in der Pfarrkirche in Höchst a. d. Mümling.[3][4][5]